# Ghiacciaio Chattahoochee
Il ghiacciaio Chattahoochee è un ghiacciaio lungo circa 16 km situato nella regione centro-occidentale della Dipendenza di Ross, in Antartide. Il ghiacciaio, il cui punto più alto si trova a circa 2000 m s.l.m., si trova in particolare all'estremità settentrionale della dorsale Convoy, dove fluisce verso nord-nord-est scorrendo tra la cresta Eastwind, a est, e la cresta Wyandot, a ovest, fino a entrare in una spianata nevosa che poi alimenta parte del ghiacciaio Mawson.

## Storia
Il ghiacciaio Chattahoochee è stato scoperto dai membri della spedizione Terra Nova, condotta dal 1910 al 1913 e comandata dal capitano Robert Falcon Scott, ma è stato poi mappato dai membri dello United States Geological Survey grazie a fotografie scattate durante ricognizioni aeree e terrestri effettuate dalla marina militare statunitense e così battezzato dal Comitato consultivo dei nomi antartici in onore della USNS Chattahoochee, una petroliera statunitense che fece parte del convoglio navale stanziato alla stazione McMurdo nelle stagioni 1961-62 e 1962-63.